# Friktion (Wirtschaft)
Friktion, auch Marktfriktion, bezeichnet in der Volkswirtschaftslehre allgemein das Auftreten von Koordinations- oder Transaktionshemmnissen.
In der Arbeitsmarkttheorie beispielsweise bezeichnen Friktionen Widerstände oder Hindernisse, die auf dem Arbeitsmarkt bestehen und verhindern, dass offene Stellen mit Arbeitslosen besetzt werden. Gründe für eine Friktion liegen hier zum Beispiel in Arbeitsplatzwechsel und damit verbundenen Umzügen oder der zeitweiligen Trennung von Familien vor.
Friktionelle Arbeitslosigkeit (Sucharbeitslosigkeit) entsteht durch den ständig sich vollziehenden Arbeitsplatzwechsel. Sie ist immer kurzfristig und zu einem geringen Anteil vorhanden. Ein gewisses Maß an friktioneller Arbeitslosigkeit ist unvermeidlich (siehe auch „Beveridge-Kurve“).
Das Auftreten von Friktionen aufgrund von Transaktionskosten und Informationsasymmetrien wird in der Neuen Institutionenökonomik berücksichtigt, in der Neoklassik hingegen nicht.